# Madam Satan
 Madam Satan és una comèdia musical dirigida per Cecil B. DeMille per a la Metro-Goldwyn-Mayer. Basada en un guió de Jeanie MacPherson, la pel·lícula es va estrenar el setembre de 1930. La primera part és un vodevil, però la pel·lícula pren una altra dimensió amb la festa al dirigible: aquesta part va ser rodada amb technicolor. El conjunt va sortir tanmateix en blanc i negre, seguint el moviment d'opinió contra les despeses exagerades en el cinema, mentre que la crisi de 1929 acabava d'esclatar. La còpia original en color avui és perduda.

## Argument
Una dona de món una mica freda, Angela Brooks (Kay Johnson), descobreix que el seu espòs (Reginald Denny) l'enganya. Aquest intenta fer passar la seva amant, la ballarina Trixie (Lillian Roth) per la dona del seu amic Jimmy Wade (Roland Young). La situació es complica quan després d'una escena, Angela arriba a casa de Trixie. La desafia per d'impedir-li reconquerir el seu marit. L'endemà té lloc un gran ball de disfresses organitzat per Jimmy Wade a bord d'un zepelí. Després del "ballet elèctric", quan la festa és en el seu apogeu, apareix de sobte "Madam Satan", una desconeguda d'una seducció tòrrida, a punt per enviar tots els homes a l'infern, en particular Bob Brooks. Però a l'exterior el temps es comença a espatllar.

## Repartiment
- Kay Johnson: Angela Brooks
- Elsa Peterson: Martha, dona de cambra d'Angela
- Reginald Denny: Bob Brooks
- Roland Young: Jimmy Wade
- Lillian Roth: Trixie
- Jack King: Herman (el pianista)
- Eddie Prinz: Riff (el que toca el banjo)
- Boyd Irwin: capità del dirigible
- Wallace Macdonald: primer oficial
- Tyler Brooke: Romeo
- Ynez Seabury: Babo
- Theodore Kosloff: l'electricitat (ballarí)
- Martha Sleeper: dona peix (ballarina)
- Doris Mcmahon: l'aigua (ballarina)
- Vera Marshe: la crida de la naturalesa (ballarina)